# شهرك جديد أردعلي
شهرك جديد أردعلي (بالفارسية: شهرک جدید اردعلی) هي قرية تقع في Hasanabad Rural District في إيران. يقدر عدد سكانها بـ 159 نسمة .